# Rhyniella praecursor
Rhyniella praecursor — одне з двох найдавніших відомих шестиногих, поряд з комахою Rhyniognatha hirsti. Скам'янілості знайдені в 1919 р. в райнієвому кремені, датуються раннім девонським періодом, близько 410 млн років тому.
Вид був описаний в 1926 році. Родова назва утворена від назви райнієвого кременю, видова означає «попередник».
У 1928 р. Тілльярд Роберт виявив, що в первісному описі до решток Rhyniella praecursor зараховувалася голова іншого шестиногого, яке Тілльярд описав як Rhyniognatha hirsti.
Близько 10 нових зразків Rhyniella praecursor, включаючи ноги і торакс, були описані в 1940 р. У 1981 р були описані абдомен і фуркула.
У класифікації Rhyniella praecursor достатньо надійною можна вважати тільки приналежність до ногохвосток, спроби віднести вид до якогось із сучасних рядів або родин не мають широкого визнання.
Rhyniella досягала в довжину 1-2 мм. Була детритофагом, тобто живилася мертвим органічним матеріалом.